# Danis danis
Danis danis – motyl dzienny z rodziny modraszkowatych (Lycaenidae). 
Wygląd
Rozpiętość skrzydeł 4–5 cm, przednie skrzydła samców są w środku niebieskie i obrzeżone czarną linią, tylne z białą plamą pośrodku. Gąsienica jasnozielona.
Występowanie
Australia, Oceania, Nowa Gwinea